# Église Saint-Révérien de Savianges
Pour les articles homonymes, voir Saint-Révérien (homonymie).
L'église Saint-Révérien de Savianges est une église de style italien, située sur le territoire de la commune de Savianges dans le département de Saône-et-Loire et la région Bourgogne-Franche-Comté.
L'église est située à l'extérieur du bourg de Savianges, à proximité du château. Elle est entourée du cimetière.
Son intérieur comporte des éléments remarquables : une verrière et une Pietà qui datent du XVIIe siècle, ainsi qu'une grille de communion, tous trois classés par les Monuments historiques.

## Historique
L’église paroissiale de Savianges porte le nom de saint Révérien, saint martyr du IIIe siècle.
À l'origine l'église de Savianges était la chapelle seigneuriale. Le chœur est la partie la plus ancienne, il date approximativement du XVe siècle. Une nef lui fut adjointe en 1508.
Au milieu du XVIIe siècle, Savianges qui auparavant dépendait de la paroisse de Germagny est constitué en paroisse à part entière. La chapelle castrale devint alors église paroissiale.
À la fin du XIXe siècle (de 1883 à 1886), François Dulac, architecte et sénateur-maire de Savianges, entreprend de restaurer l’église. Le chœur est remis en état, la nef reconstruite dans le style italien ou style italianisant qui est une composante du style style néorenaissance. Le clocher, coiffé en bâtière, est lui aussi reconstruit. 
Les derniers travaux ont été entrepris par le maire, M. Dury, entre 1997 et 1999 : Réfection du toit du chœur, traitement des murs extérieurs, peinture des murs intérieurs, mise aux normes de l'éclairage.

## Architecture
L'église de Savianges comprend des éléments d'architectures correspondant aux différentes périodes de sa construction :
Le chœur est daté approximativement du XVe siècle ; la nef est reconstruite à la fin du XIXe siècle, ainsi que le clocher, dans un style italien.
La nef est surmontée d'un plafond à l’italienne en caissons de terre cuite.

## Éléments remarquables
La clôture de chœur en fer forgé, ou grille de communion, date du XVIIIe ou du XIXe siècle ; elle est protégée depuis 1982 comme objet par les Monuments historiques.
Une Pietà du XVIIe siècle, en pierre polychrome, est également classée et protégé depuis 1982.
La verrière axiale du chœur, dans le style dit Catherine de Médicis, date de 1606. Un trumeau la sépare en deux compartiments représentant la Vierge à l'Enfant et saint Jean l'Évangéliste ; des anges et des décorations illustrent la partie haute. Cette verrière est classée depuis 1903 par les Monuments historiques.

## Galerie

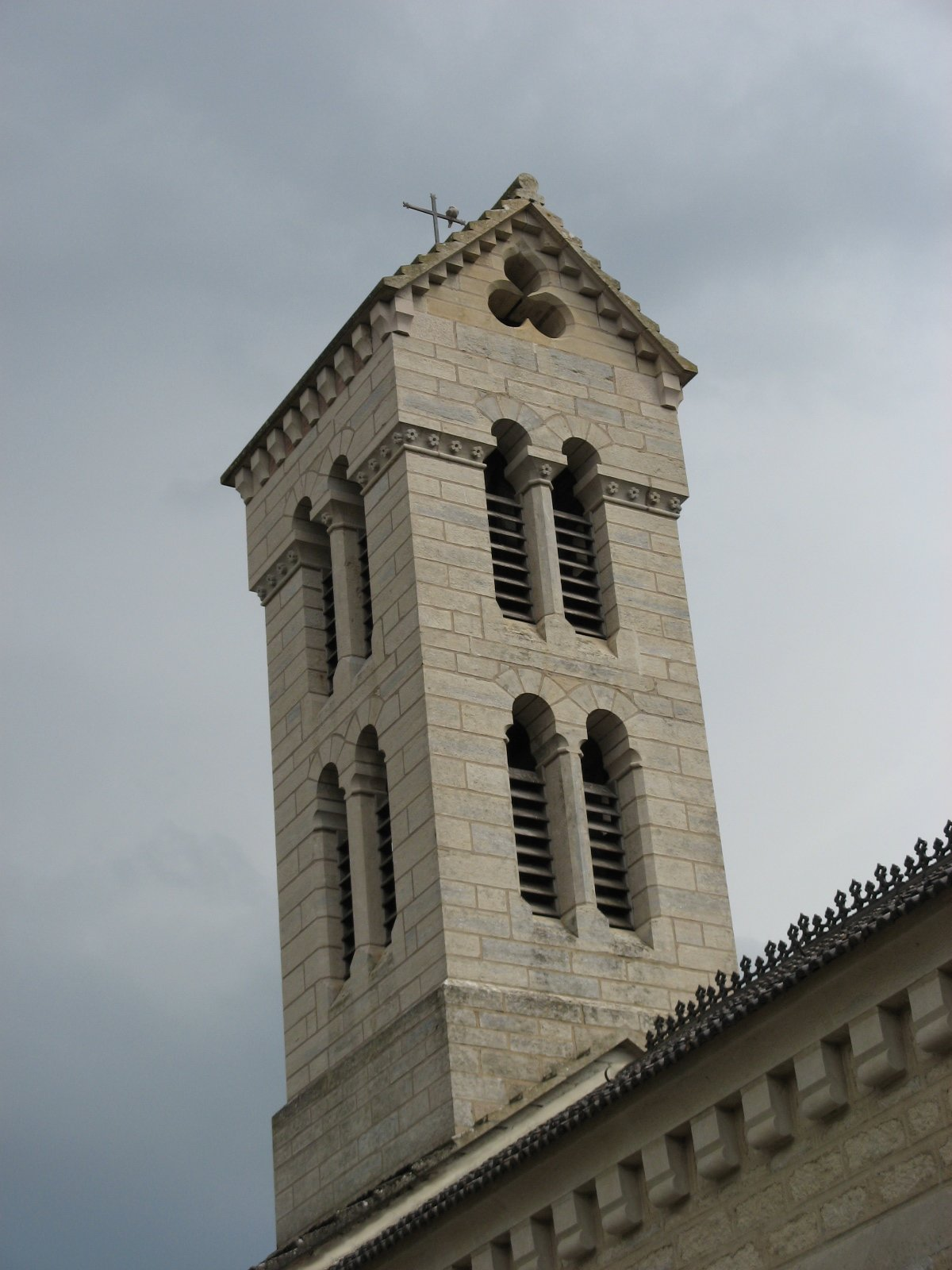
Le clocher
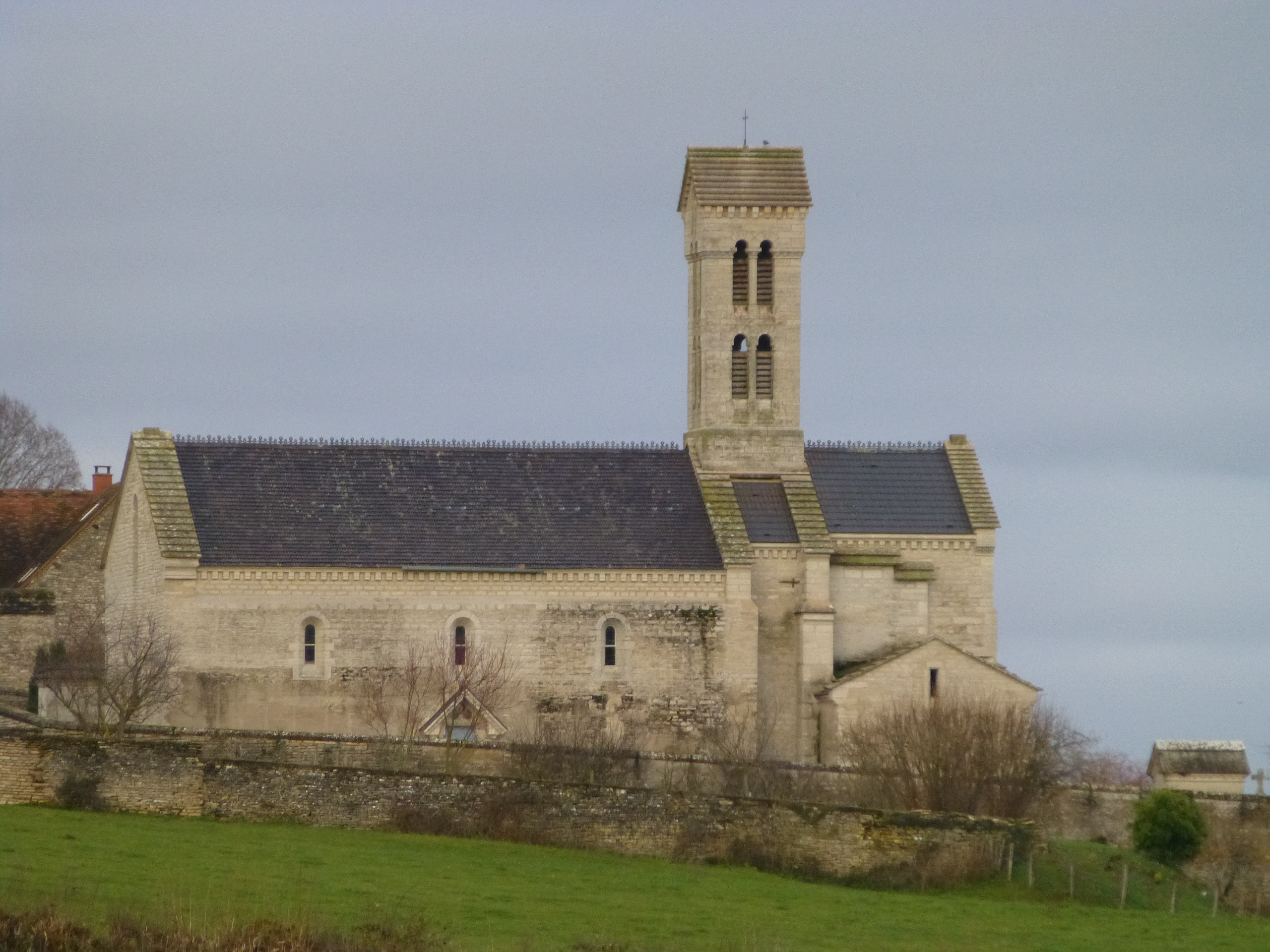
L'église vue du sud
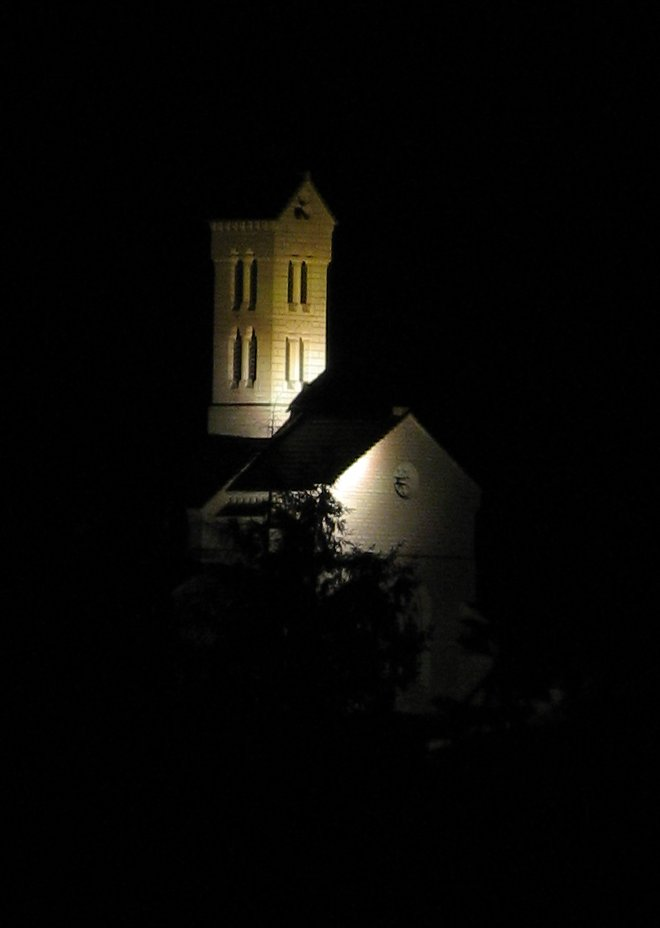
L'église de nuit
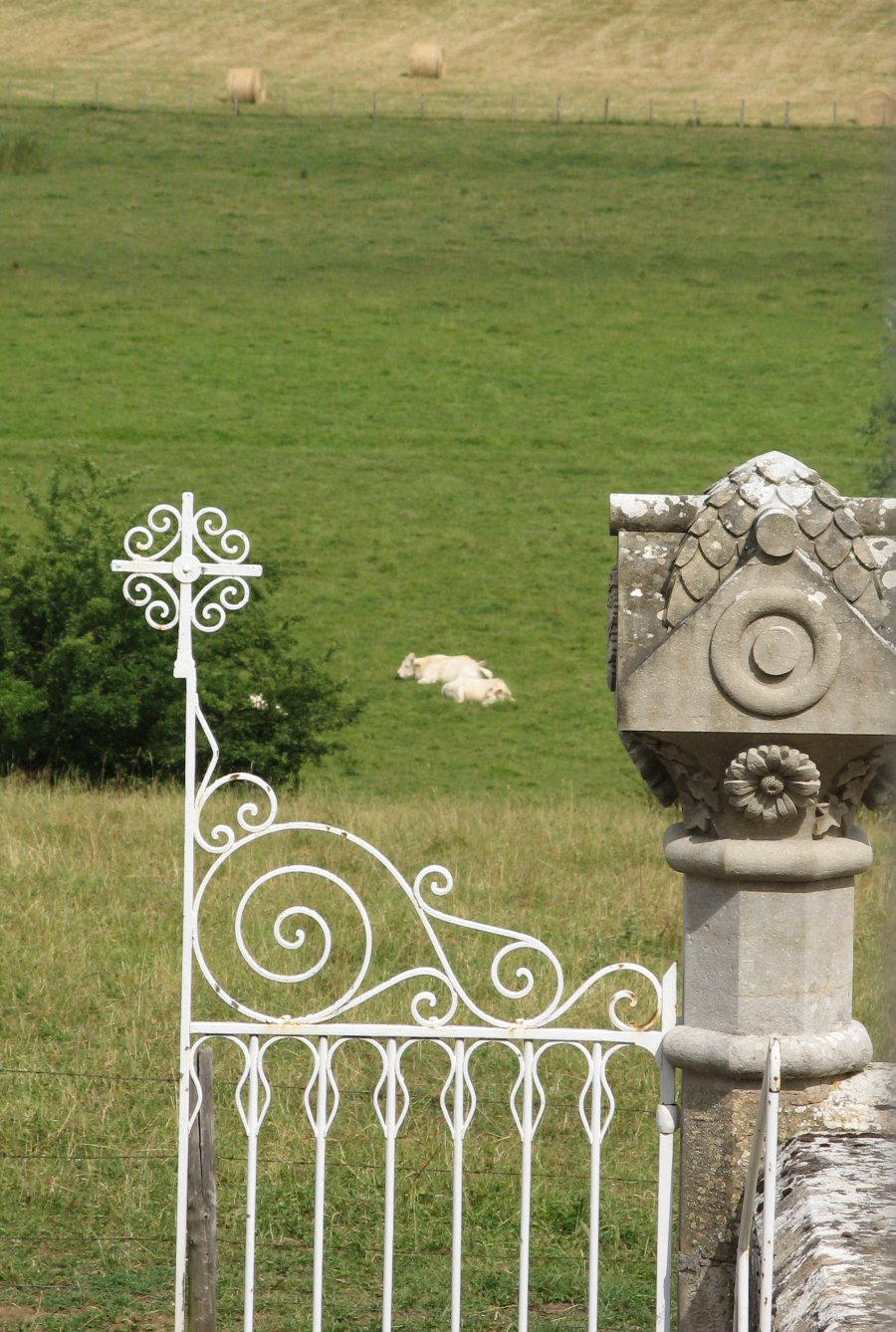
La grille du cimetière
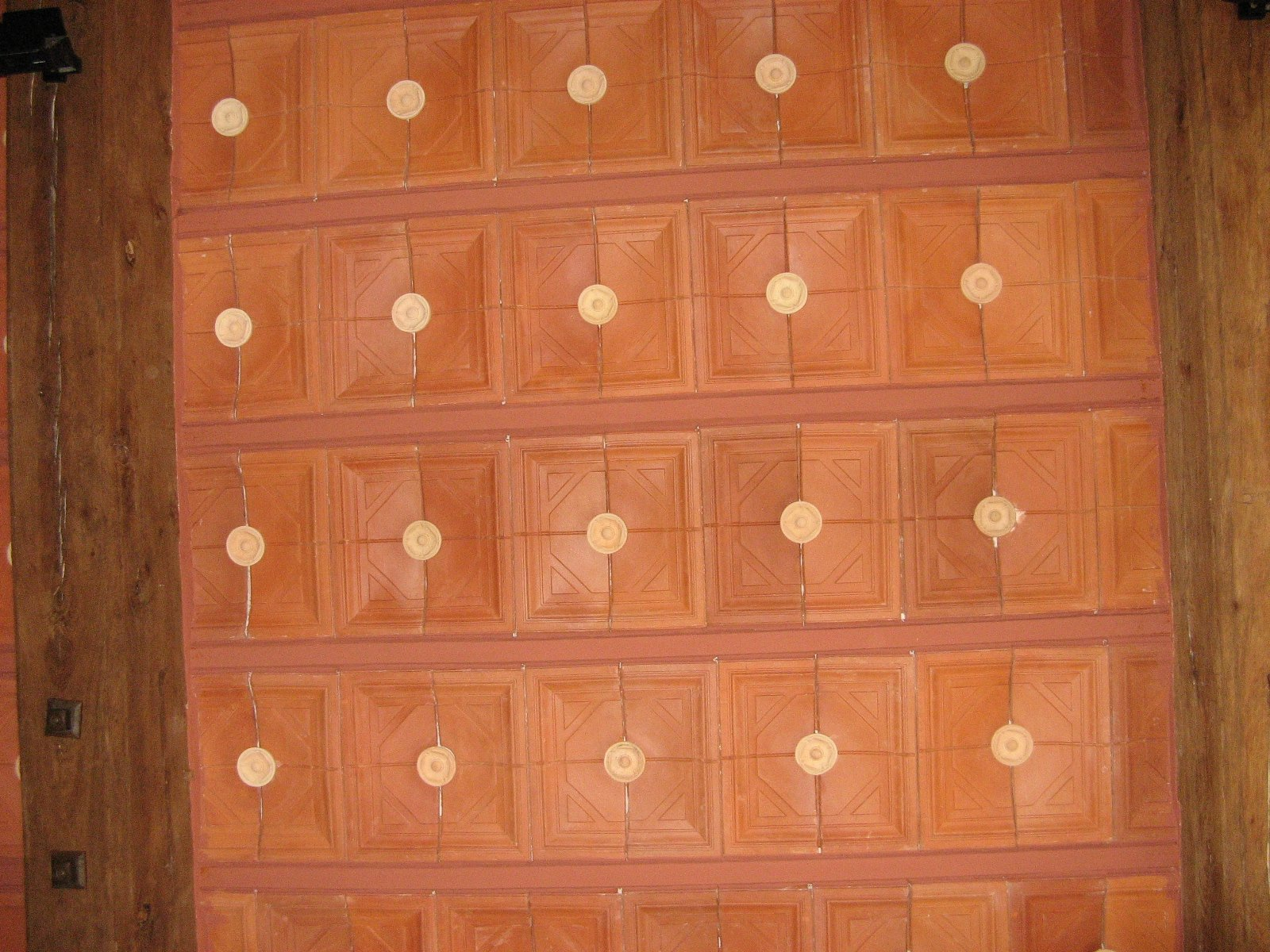
Le plafond
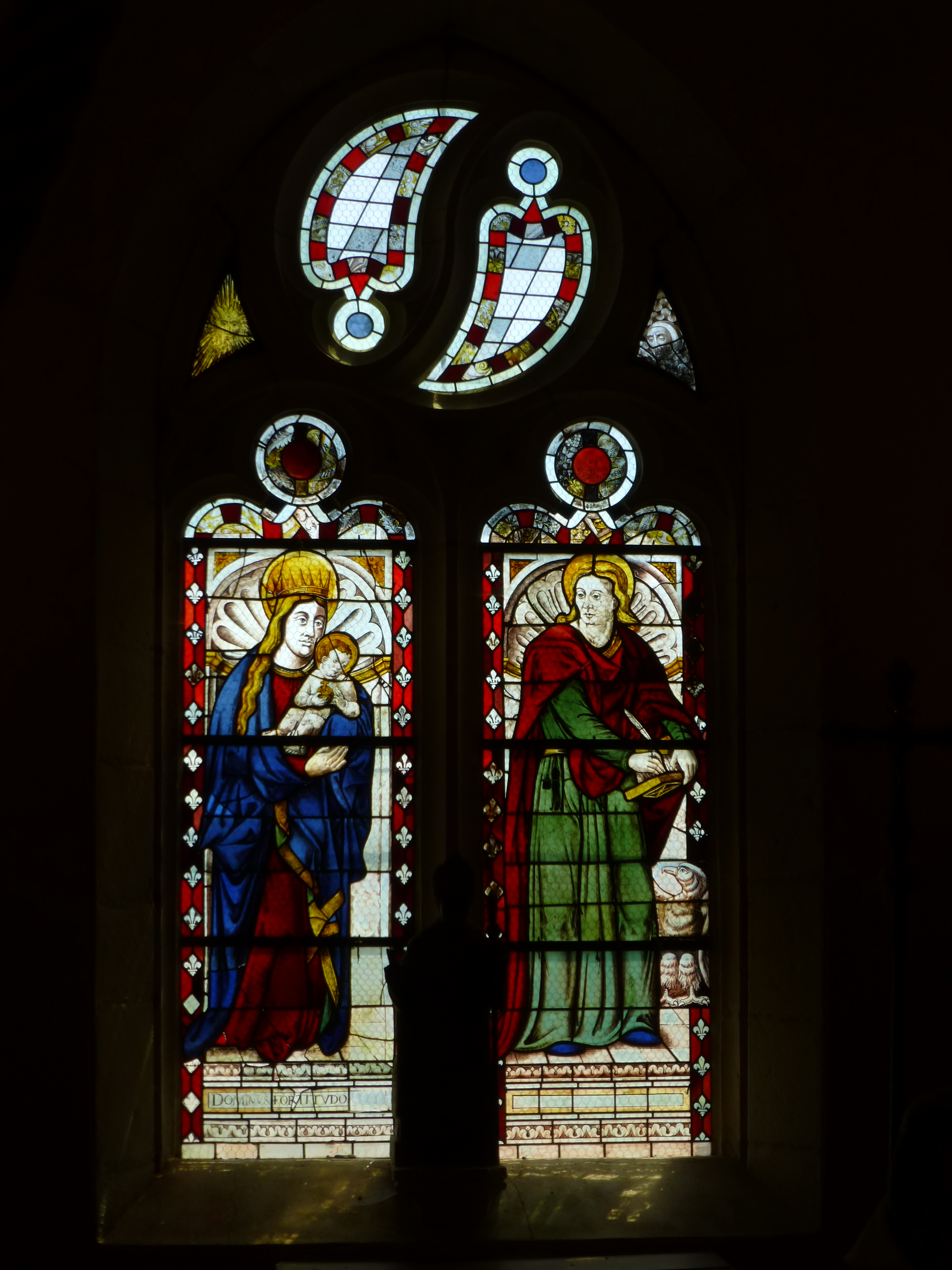
Verrière Axiale